# Çanakkale Belediye Spor Kulübü 2017-2018
Questa voce raccoglie le informazioni riguardanti il Çanakkale Belediye Spor Kulübü nelle competizioni ufficiali della stagione 2017-2018.

## Organigramma societario
Area direttiva
- Presidente: İsmet Güneşhan

Area tecnica
- Allenatore: Üzeyir Özdurak
- Allenatore in seconda: İbrahim Çadır
- Scoutman: Yavuz Kaya

## Rosa
| N° | Nome             | Ruolo | Data di nascita  | Nazionalità sportiva |
| -- | ---------------- | ----- | ---------------- | -------------------- |
| 1  | Yasemin Şahin    | C     | 28 gennaio 1995  | Turchia              |
| 2  | Ceren Cihan      | L     | 3 febbraio 1991  | Turchia              |
| 3  | Gamze Türk       | C     | 3 febbraio 1990  | Turchia              |
| 4  | Maren Brinker    | S     | 10 luglio 1986   | Germania             |
| 5  | Elif Uzun        | S     | 1º aprile 1991   | Turchia              |
| 6  | Hande Şahbaz     | S     | 26 luglio 1992   | Turchia              |
| 7  | Şule Yetimoğlu   | L     | 5 gennaio 1992   | Turchia              |
| 8  | İpek Soroğlu     | C     | 12 marzo 1985    | Turchia              |
| 9  | Ayça İhtiyaroğlu | L     | 13 agosto 1984   | Turchia              |
| 10 | Seda Türkkan     | P     | 12 giugno 1984   | Turchia              |
| 11 | Ceren Çınar      | P     | 9 settembre 1992 | Turchia              |
| 12 | Gözde Dal        | C     | 21 marzo 1988    | Turchia              |
| 13 | Janset Erkul     | C     | 12 gennaio 1997  | Turchia              |
| 14 | Joyce da Silva   | O     | 13 giugno 1984   | Brasile              |
| 18 | Jelena Alajbeg   | S/O   | 1º ottobre 1989  | Croazia              |
| 19 | Paulina Prieto   | O     | 25 gennaio 1994  | Porto Rico           |

## Statistiche

### Statistiche di squadra
| Competizione     | Punti | In casa | In casa | In casa | In trasferta | In trasferta | In trasferta | Totale | Totale | Totale |
| Competizione     | Punti | G       | V       | P       | G            | V            | P            | G      | V      | P      |
| ---------------- | ----- | ------- | ------- | ------- | ------------ | ------------ | ------------ | ------ | ------ | ------ |
| Sultanlar Ligi   | 14,6  | 11      | 3       | 8       | 11           | 2            | 9            | 28     | 8      | 20     |
| Coppa di Turchia | -     | 1       | 1       | 0       | 1            | 0            | 1            | 2      | 1      | 1      |
| Totale           | -     | 12      | 4       | 8       | 12           | 2            | 10           | 30     | 9      | 21     |

G = partite giocate; V = partite vinte; P = partite perse

### Statistiche dei giocatori
| Giocatore      | Campionato | Campionato | Campionato | Campionato | Campionato | Coppa di Turchia | Coppa di Turchia | Coppa di Turchia | Coppa di Turchia | Coppa di Turchia | Totale | Totale | Totale | Totale | Totale |
| Giocatore      | P          | PT         | AV         | MV         | BV         | P                | PT               | AV               | MV               | BV               | P      | PT     | AV     | MV     | BV     |
| -------------- | ---------- | ---------- | ---------- | ---------- | ---------- | ---------------- | ---------------- | ---------------- | ---------------- | ---------------- | ------ | ------ | ------ | ------ | ------ |
| J. Alajbeg     | 27         | 332        | 275        | 29         | 28         | 2                | 26               | 23               | 2                | 1                | 29     | 358    | 298    | 31     | 29     |
| M. Brinker     | 27         | 338        | 279        | 26         | 33         | 2                | 31               | 24               | 5                | 2                | 29     | 369    | 303    | 31     | 35     |
| C. Cihan       | 17         | 0          | 0          | 0          | 0          | -                | -                | -                | -                | -                | 17     | 0      | 0      | 0      | 0      |
| C. Çınar       | 27         | 23         | 3          | 2          | 18         | 2                | 4                | 0                | 0                | 4                | 29     | 27     | 3      | 2      | 22     |
| J. da Silva    | 22         | 342        | 298        | 34         | 10         | 2                | 32               | 27               | 5                | 0                | 24     | 374    | 325    | 39     | 10     |
| G. Dal         | 28         | 133        | 76         | 36         | 21         | 2                | 1                | 1                | 0                | 0                | 30     | 134    | 77     | 36     | 21     |
| J. Erkul       | 22         | 121        | 45         | 66         | 10         | 2                | 12               | 0                | 9                | 3                | 24     | 133    | 45     | 75     | 13     |
| A. İhtiyaroğlu | 10         | 0          | 0          | 0          | 0          | 2                | 0                | 0                | 0                | 0                | 12     | 0      | 0      | 0      | 0      |
| P. Prieto      | 0          | 0          | 0          | 0          | 0          | -                | -                | -                | -                | -                | 0      | 0      | 0      | 0      | 0      |
| H. Şahbaz      | 16         | 12         | 11         | 1          | 0          | 2                | 0                | 0                | 0                | 0                | 18     | 12     | 11     | 1      | 0      |
| Y. Şahin       | 7          | 21         | 9          | 11         | 1          | 0                | 0                | 0                | 0                | 0                | 7      | 21     | 9      | 11     | 1      |
| İ. Soroğlu     | 20         | 80         | 51         | 18         | 11         | 2                | 18               | 9                | 7                | 2                | 22     | 98     | 60     | 25     | 13     |
| G. Türk        | 10         | 4          | 3          | 1          | 0          | 0                | 0                | 0                | 0                | 0                | 10     | 4      | 3      | 1      | 0      |
| S. Türkkan     | 26         | 77         | 22         | 7          | 48         | 2                | 8                | 1                | 2                | 5                | 28     | 85     | 23     | 9      | 53     |
| E. Uzun        | 23         | 156        | 126        | 11         | 19         | 2                | 8                | 5                | 1                | 2                | 25     | 164    | 131    | 12     | 21     |
| Ş. Yetimoğlu   | 25         | 1          | 0          | 0          | 1          | 2                | 0                | 0                | 0                | 0                | 27     | 1      | 0      | 0      | 1      |

P = presenze; PT = punti totali; AV = attacchi vincenti; MV = muri vincenti; BV = battute vincenti